# عمدة برلين
عمدة برلين (بالألمانية: Regierender Bürgermeister von Berlin) هو رئيس الحكومة، ويرأس مجلس الشيوخ في برلين. نظرًا لأن برلين مدينة مستقلة وكذلك إحدى الولايات المكونة لألمانيا (الولايات الفيدرالية)، فإن المنصب يعادل رئيس وزراء الولايات الألمانية الأخرى، باستثناء ولايتي هامبورغ وبريمن، حيث يتم استدعاء رؤساء الحكومات «العمدة الأول» و«رئيس مجلس الشيوخ والعمدة»، على التوالي. لقب عمدة برلين هو ما يعادل اللورد العمدة بمعنى القائد التنفيذي الفعلي.

## نظرة عامة

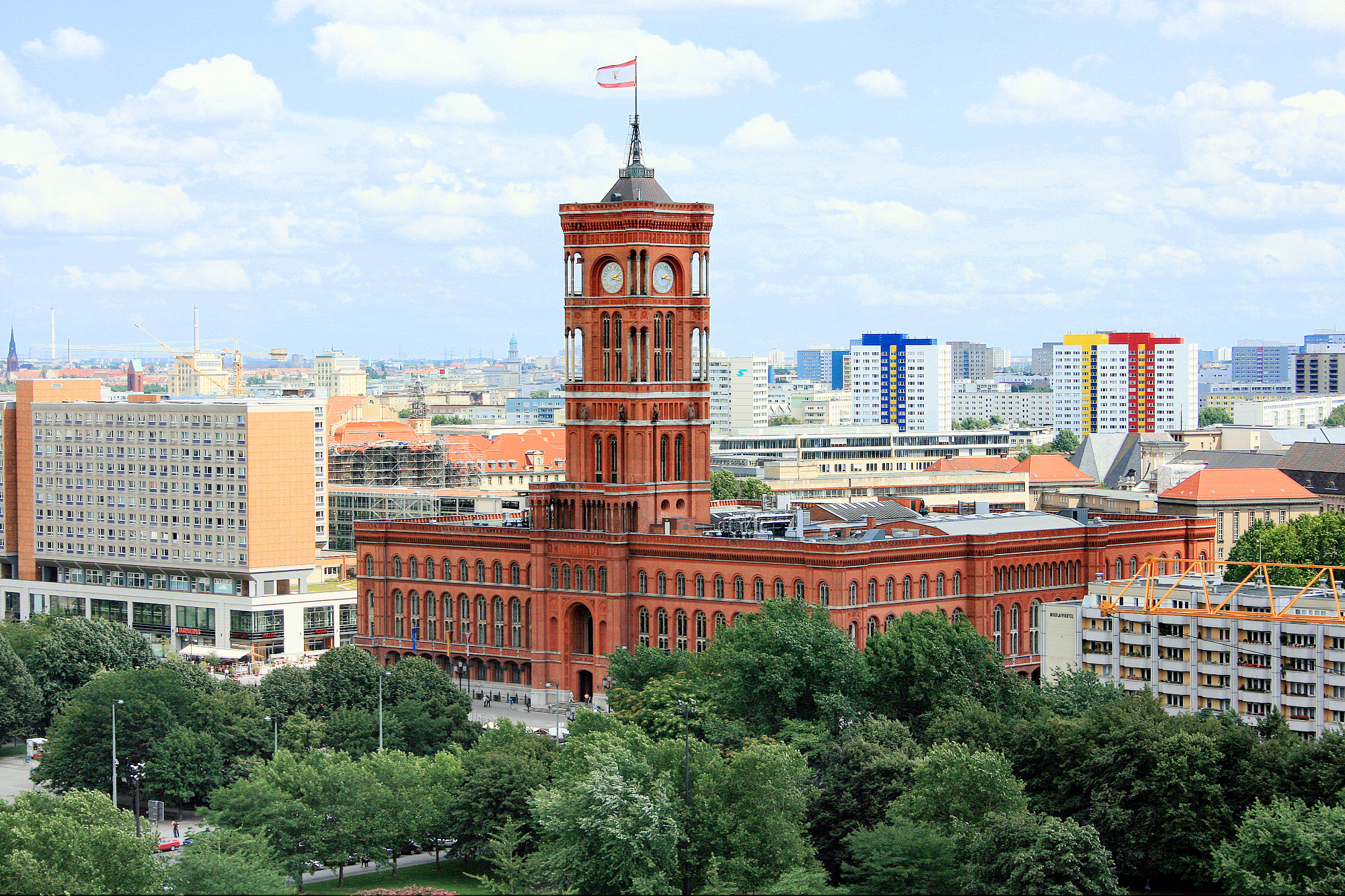
مقر المحافظ الحاكم، روتس راتوس.

وفقا لدستور برلين، فإن العمدة الحاكم عضو ورئيس مجلس الشيوخ في برلين. يطلق على الوزراء أعضاء مجلس الشيوخ. بالإضافة إلى ذلك، يحمل النائبان لقب العمدة (بالألمانية: Bürgermeister)‏ تاريخيا: بورجوماستر). يحمل لقب العمدة أيضًا رؤساء الأحياء الإثني عشر في برلين، على الرغم من أنهم لا يرأسون فعليًا بلديات الحكم الذاتي.
يتم انتخاب العمدة الحاكم من قبل برلمان الدولة في المدينة (برلمان الولاية)، ومجلس نواب ولاية برلين، والذي يتحكم أيضًا في إرشادات سياسته وقادر على فرض استقالته عن طريق اقتراح بحجب الثقة. يحق له تعيين وتسريح أعضاء مجلس الشيوخ من حكومته.
مقر مجلس الشيوخ هو قاعة المدينة روتس راتوس في مته.

## التاريخ
كعاصمة مملكة بروسيا، تلقت برلين أول عمدة لها (Oberbürgermeister) وفقًا للإصلاحات البروسية بعد انسحاب قوات الاحتلال النابليونية في عام 1809، التي وافق عليها الملك فريدريك وليام الثالث. شغل منصب رئيس مجلس المدينة يسمى Magistrat. تم تنفيذ الإدارة على مرحلتين ومكتب رؤساء البلديات في سياق عمليات الدمج واسعة النطاق بموجب قانون برلين الكبرى لعام 1920.

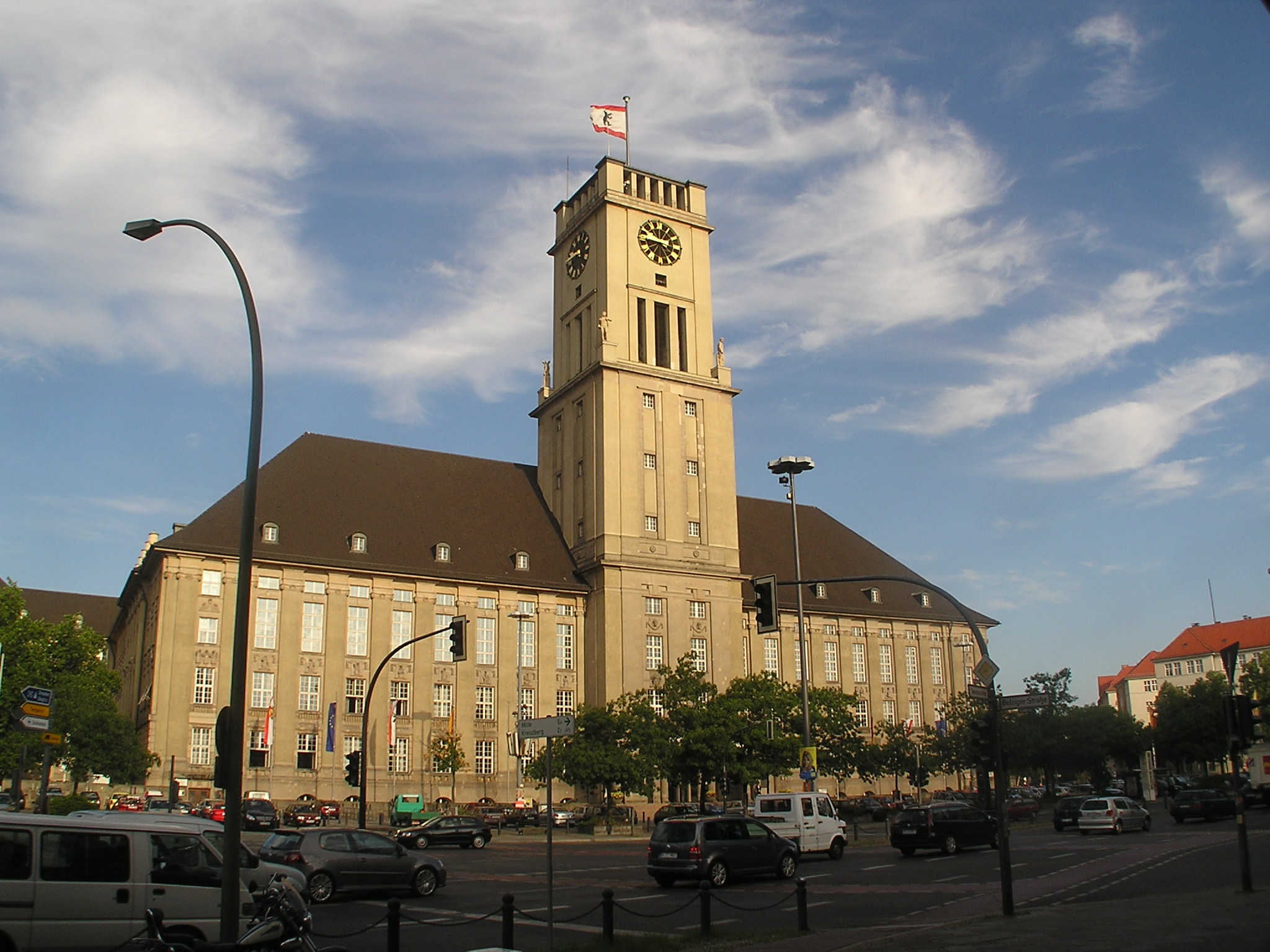
كان راتوس شونبيرج مقر عمدة برلين الغربية أثناء تقسيم ألمانيا.

خلال احتلال الحلفاء بعد الحرب العالمية الثانية، انتخب مجلس المدينة (Stadtverordnetenversammlung) السياسي الاشتراكي الديمقراطي إرنست رويتر كعمدة في 24 يونيو 1947، الذي لم يحصل، مع ذلك، على تأكيد من الحلفاء كومانداتورا في برلين  بسبب التحفظات السوفيتية. بعد الانقلاب الشيوعي على حكومة مدينة برلين في سبتمبر 1948 برلمان مدينة منفصل (لا يزال اسمه Stadtverordnetenversammlung von Groß-Berlin)، ومع ذلك، فقد تم انتخابه بحكم الأمر الواقع فقط لقطاعات الاحتلال الغربي لما كان سيصبح برلين الغربية في 5 ديسمبر 1948، بعد يومين من انتخاب حكومة مدينة منفصلة وإرنست رويتر عمدة مدينة برلين الغربية. كانت الإدارة السوفيتية قد أطاحت رسميًا بالحكومة المنتخبة السابقة لكل برلين مع التأثير فقط في القطاع الشرقي وووضعت عمدة حزب الوحدة الاشتراكية الألماني فريدريك إيبرت الابن على برلين الشرقية في 30 نوفمبر 1948.

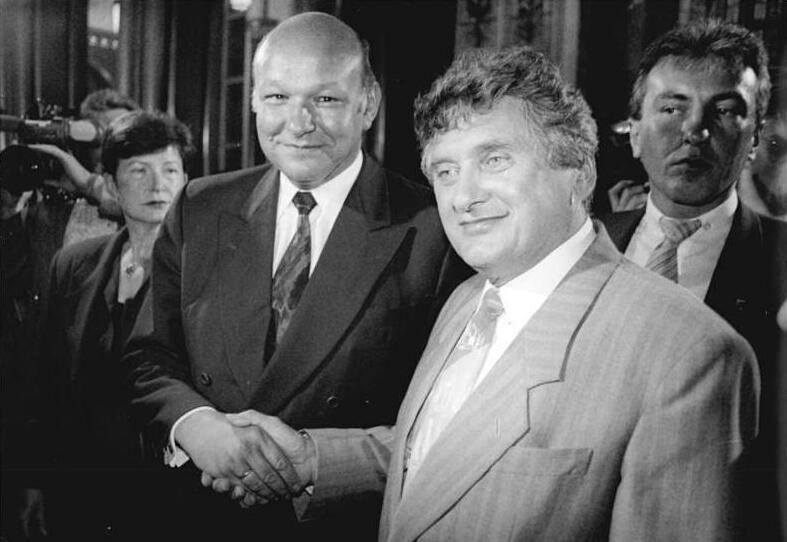
عمدة برلين الغربية الحاكم فالتر مومبر (يسار) وعمدة برلين الشرقية عمدة برلين تينو شفيرزينا، مايو 1990

## قائمة رؤساء بلديات برلين

### الإمبراطورية النابليونية (1806-1809)
في عام 1806، جمع المحتلون الفرنسيون 2000 من سكان برلين الأثرياء في كنيسة القديس بطرس في برلين، من أجل انتخاب المجلس الكبير (المجلس الأكبر) من ستين عضوًا لينتخبو اللجنة الإدارية (اللجنة الإدارية). كانت هذه الهيئة المكونة من سبعة أشخاص من البرغر burghers المنتخبين هي حكومة المدينة المؤقتة المختصة بتنفيذ أوامر سلطة الاحتلال، وخاصة لزيادة مساهمات الحربية الفرنسية عن طريق جمعهم في الغالب من 2000 ناخب مؤهل. وكان رئيس اللجنة الناشر البروسي الذي يتخذ من برلين مقراً له:
- فرانسوا تيودور دي لاغارد (1806-1809 ؛ * 1756–1824 *)

### بروسيا / ألمانيا (1809–1935)
- ليوبولد فون جيرلاش (1809-1813)
- يوهان بوشينج (1814–1832)
- فريدريش فون بارنسبرونغ (1832–1834)
- هاينريش فيلهلم كراوسنيك (1834–1848)
- فرانز كريستيان ناونين (1848-1851)
- هاينريش فيلهلم كراوسنيك (1851-1862)
- كارل تيودور سيديل (1863–1872)
- آرثر هوبريخت (1872–1878)
- ماكس فون فوركنبيك (1878–1892)
- روبرت زيل (1892–1898)
- مارتن كيرشنر (1899–1912)
- أدولف ويرموث (1912-1920)
- جوستاف بوك (1921–1929)
- آرثر شولز (1929-1931)
- هاينريش سهم (1931-1935)

### ألمانيا النازية (1935–1945)
أدخلت الحكومة النازية قانونًا بلديًا وحدويًا جديدًا لجميع البلديات والمدن الألمانية، وهو ما يمثل الإلغاء الفعلي للديمقراطية البلدية والحكم الذاتي منذ استيلاء النازيين على السلطة في عام 1933. وفقا للمرسوم الجديد كان منصب رئيس المدينة Stadtpräsident (رئيس المدينة).
| No. | صورة | رئيس المدينة    | مدة العضوية    | مدة العضوية  | حزب سياسي                              |
| No. | صورة | رئيس المدينة    | تولى منصبه     | ترك المكتب   | حزب سياسي                              |
| --- | ---- | --------------- | -------------- | ------------ | -------------------------------------- |
| 1   |      | أوسكار ماريتزكي | 19 ديسمبر 1935 | 5 يناير 1937 | حزب الشعب الألماني                     |
| 2   |      | يوليوس ليبرت    | 5 يناير 1937   | يوليو 1940   | الحزب الوطني العمال الألماني الاشتراكي |
| 3   |      | لودويغ ستيج     | يوليو 1940     | 2 مايو 1945  | الحزب الوطني العمال الألماني الاشتراكي |

### احتلال الحلفاء (1945-1948)
بعد دستور برلين المؤقت بعد الحرب، الذي تم سنه في ظل حكم الحلفاء الأربعة، تم تسمية رئيس حكومة المدينة مرة أخرى Oberbürgermeister (عمومًا «عمدة اللورد»).
| No. | صورة | السيد العمدة        | مدة العضوية    | مدة العضوية    | حزب سياسي                  |
| No. | صورة | السيد العمدة        | تولى منصبه     | ترك المكتب     | حزب سياسي                  |
| --- | ---- | ------------------- | -------------- | -------------- | -------------------------- |
| 1   |      | آرثر ويرنر          | 17 مايو 1945   | 10 ديسمبر 1946 | غير حزبي                   |
| 2   |      | أوتو أوستروفسكي     | 10 ديسمبر 1946 | 11 يونيو 1947  | الحزب الاشتراكي الديمقراطي |
| 3   |      | لويز شرودر          | 11 يونيو 1947  | 7 ديسمبر 1948  | الحزب الاشتراكي الديمقراطي |
| 4   |      | فرديناند فريدنسبورغ | 14 أغسطس 1948  | 1 ديسمبر 1948  | الاتحاد الديمقراطي المسيحي |

### ألمانيا المقسمة(1948-1990)
| No. | Portrait | Governing Mayor        | Term of Office    | Term of Office    | Political Party            |
| No. | Portrait | Governing Mayor        | Took Office       | Left Office       | Political Party            |
| --- | -------- | ---------------------- | ----------------- | ----------------- | -------------------------- |
| 1   |          | Ernst Reuter           | 7 December 1948   | 29 September 1953 | Social Democratic Party    |
| 2   |          | Walther Schreiber      | 29 September 1953 | 11 January 1955   | Christian Democratic Union |
| 3   |          | Otto Suhr              | 11 January 1955   | 30 August 1957    | Social Democratic Party    |
| 4   |          | Willy Brandt           | 3 October 1957    | 1 December 1966   | Social Democratic Party    |
| 5   |          | Heinrich Albertz       | 1 December 1966   | 19 October 1967   | Social Democratic Party    |
| 6   |          | Klaus Schütz           | 19 October 1967   | 2 May 1977        | Social Democratic Party    |
| 7   |          | Dietrich Stobbe        | 2 May 1977        | 23 January 1981   | Social Democratic Party    |
| 8   |          | Hans-Jochen Vogel      | 23 January 1981   | 11 June 1981      | Social Democratic Party    |
| 9   |          | Richard von Weizsäcker | 11 June 1981      | 9 February 1984   | Christian Democratic Union |
| 10  |          | Eberhard Diepgen       | 9 February 1984   | 16 March 1989     | Christian Democratic Union |
| 11  |          | Walter Momper          | 16 March 1989     | 3 October 1990    | Social Democratic Party    |

| No. | Portrait | Lord Mayor              | Term of Office   | Term of Office   | Political Party               |
| No. | Portrait | Lord Mayor              | Took Office      | Left Office      | Political Party               |
| --- | -------- | ----------------------- | ---------------- | ---------------- | ----------------------------- |
| 1   |          | Friedrich Ebert Jr.     | 30 November 1948 | 5 July 1967      | Socialist Unity Party         |
| 2   |          | Herbert Fechner         | 5 July 1967      | 11 February 1974 | Socialist Unity Party         |
| 3   |          | Erhard Krack            | 11 February 1974 | 15 February 1990 | Socialist Unity Party         |
| 4   |          | Ingrid Pankraz          | 15 February 1990 | 23 February 1990 | Party of Democratic Socialism |
| 5   |          | Christian Hartenhauer   | 23 February 1990 | 30 May 1990      | Party of Democratic Socialism |
| 6   |          | Tino-Antoni Schwierzina | 30 May 1990      | 11 January 1991  | Social Democratic Party       |
| 7   |          | Thomas Krüger           | 11 January 1991  | 24 January 1991  | Social Democratic Party       |

### ألمانيا الموحدة (1990 إلى الوقت الحاضر)
استمرار مكتب عمدة برلين الغربية.
| No. | صورة | المحافظ الحاكم | مدة العضوية    | مدة العضوية           | حزب سياسي                  |
| No. | صورة | المحافظ الحاكم | تولى منصبه     | ترك المكتب            | حزب سياسي                  |
| --- | ---- | -------------- | -------------- | --------------------- | -------------------------- |
| 11  |      | والتر مومبير   | 3 أكتوبر 1990  | 24 يناير 1991         | الحزب الاشتراكي الديمقراطي |
| 12  |      | إبرهارد ديبجن  | 24 يناير 1991  | 16 يونيو 2001         | الاتحاد الديمقراطي المسيحي |
| 13  |      | Klaus Wowereit | 16 يونيو 2001  | 11 ديسمبر 2014        | الحزب الاشتراكي الديمقراطي |
| 14  |      | مايكل مولر     | 11 ديسمبر 2014 | مايجب في الوضع الراهن | الحزب الاشتراكي الديمقراطي |

## روابط خارجية
- رئيس بلدية برلين